# Dongsang-myeon
Dongsang-myeon (koreanska: 동상면) är en socken i Sydkorea. Den ligger i kommunen Wanju-gun i provinsen Norra Jeolla, i den centrala delen av landet, 180 km söder om huvudstaden Seoul.